# کنوتاما
کنوتاما یک شهرداری است که در ایالت آمازوناس (برزیل) ، برزیل واقع شده است.

این شهر سومین شهر بزرگ در ایالت آمازوناس پس از لابرآ و تاپوآ است.